# 2 плюс 1
«2 плюс 1» (пол. 2 plus 1) — польський музичний поп-гурт, один із найпопулярніших у Польщі у 1970-их. Гурт репрезентував типовий, центральний напрям цієї музики, творячи найчастіше у стилістиці балад. Часто звертались до польської народної музики, за що часто ототожнювались із польською фолк-музикою, тим більше, що як піонери наблизили польській громадськості ірландську фолк-музику у 1979 році високо оціненою платівкою Ірландський танцівник (Irlandzki tancerz), яка стала відправним пунктом для подальших творців цього жанру.
Гурт постав у січні 1971, а створило його подружжя
- Ельжбєта Дмох (пол. Elżbieta Dmoch; спів, флейта)
- Януш Крук (пол. Janusz Kruk; гітара, спів)

Виступали найчастіше як тріо з Цезаром Шльонзаком (пол. Cezarz Szlązak), у супроводі невеликого гурту, що акомпонував на задньому плані. Серед осіб, що становили третю з першозапланованих осіб у гурті можна назвати кілька імен польської естрадної музики, а особою, з якою гурт відносив свої найбільші досягнення, був Андрій Кшиштофік (Andrzej Krzysztofik).
Опісля вдалого відтинку творчості у 70-тих, гурт у 80-тих відчуває поступовий спад творчої форми і, услід за цим, популярності. Невдалі спроби виходу на західний ринок шоу-бізнесу і публікації музичних творів на Заході. Гурт, орієнтований на балади, не міг віднайти місця у музичному світі, орієнтованого на рок чи диско.
Гурт закінчив свою діяльність у момент передчасної смерті на інфаркт серця, одного з лідерів гурту, Януша Крука 18 червня 1992. Відновивши діяльність у 1999, після закінчення лікування Ельжбєти Дмох. Першим виступом було Прощання з літом з Двійкою, організованою TVP. Гурт взяв також участь у програмі Ельжбєти Скрековської Шанс на успіх. Однак повернення гурту перервалося у зв'язку із посиленням психічної хвороби вокалістки. Відмовляючись від усілякої допомоги друзів, вона перестала співати, втратила житло у Варшаві, її можна було зустріти на варшавських нічліжках. Сьогодні живе у біді в одному із підваршавських сіл у старій, неопалюваній хаті.

## Найважливіші шлягери
- Червоне сонечко Czerwone słoneczko (1972)
- Ходи, помалюй мій світ Chodź, pomaluj mój świat (1972)
- Гей, догоню літо Hej, dogonię lato (1972)
- Вставай, шкода дня Wstawaj, szkoda dnia (1974)
- Вільно Na luzie (1974)
- Дінг, донг Ding, dong (1978)
- Ліфт до неба Windą do nieba (1978)
- Оркестр кленів Orkiestra klownów (1978)
- З попелу і воску Z popiołu i wosku (1979)
- Нічого не болить Nic nie boli (1982)
- Реквієм (для самої себе) Requiem (dla samej siebie) (1983)

## Дискографія
- Новий досконалий світ Nowy wspaniały świat (1972)
- Острів дітей Wyspa dzieci (1975)
- Актор Aktor (1977)
- Театр на дорозі Teatr na drodze (1978)
- Ірландський танцівник Irlandzki tancerz (1979)
- Легко прийшло, легко пішло Easy Come, Easy Go (1980)
- Варшавська ніч Warsaw Night (1981)
- Без ліміту Bez limitu (1983)
- Відео Video (1985)
- Найкращі хіти Greatest Hits (live 1988)
- Антидот Antidotum (1989)